# La Chapelle-Engerbold
La Chapelle-Engerbold era una comuna francesa situada en el departamento de Calvados, de la región de Normandía, que el 1 de enero de 2016 pasó a ser una comuna delegada de la comuna nueva de Condé-en-Normandie al fusionarse con las comunas de Condé-sur-Noireau, Lénault, Proussy, Saint-Germain-du-Crioult y Saint-Pierre-la-Vieille.

## Demografía
| Gráfica de evolución demográfica de La Chapelle-Engerbold entre 1800 y 2014 |
|                                                                             |

Los datos demográficos contemplados en este gráfico de la comuna de La Chapelle-Engerbold se han cogido de 1800 a 1999 de la página francesa EHESS/Cassini, y los demás datos de la página del INSEE.